# Теплові машини
Тепловими машинами в термодинаміці називаються теплові двигуни і  холодильні машини (термокомпресори). Різновидом холодильних машин є теплові насоси.
Вибір принципу дії теплової машини ґрунтується на вимозі безперервності робочого процесу і необмеженості його в часі. Ця вимога несумісна з односторонньо спрямованою зміною стану системи, при якому монотонно змінюються її параметри. Єдиною, практично здійснимою, формою зміни системи, що задовольняє цій вимозі, є круговий процес, або круговий цикл, що періодично повторюється. Для функціонування теплової машини потрібні наступні складові: джерело з більш високим температурним рівнем   {\displaystyle t_{1}},  джерело з більш низьким температурним рівнем  {\displaystyle t_{2}}  і робоче тіло.

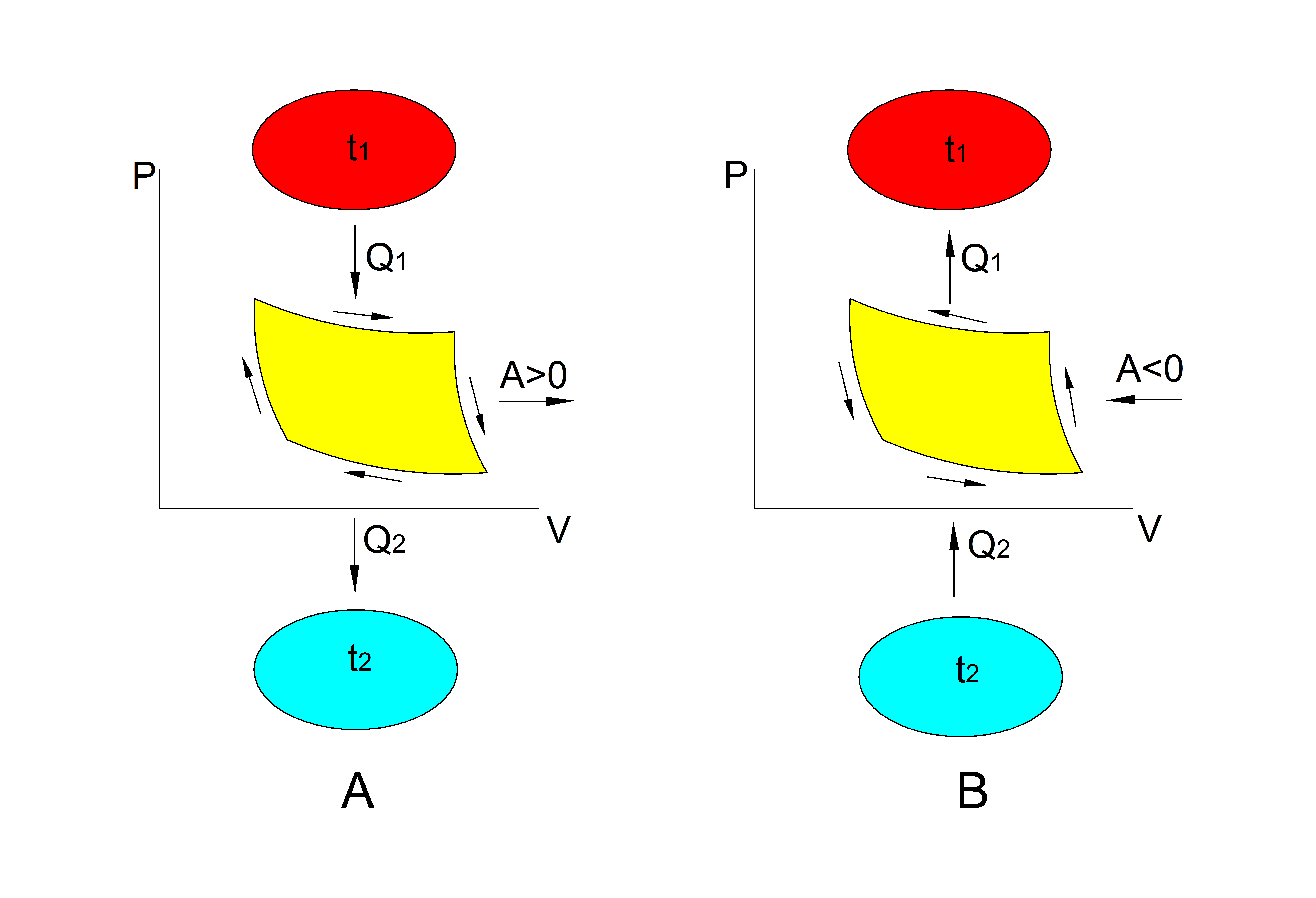
Рис.1. Теплові машини

Теплові двигуни здійснюють перетворення тепла на роботу. У теплових двигунах джерело з більш  високим температурним рівнем має назву нагрівник, а джерело з більш низьким температурним рівнем  ─  холодильником. Необхідність наявності нагрівача і робочого тіла зазвичай не викликає сумнівів, що ж до холодильника, як конструктивної частини теплової машини, то він може бути відсутнім. В цьому випадку його функцію виконує довкілля, наприклад, на транспортних двигунах.
В теплових двигунах використовується прямий цикл   A,  схема якого показана на рис.1. Кількість теплоти {\displaystyle (Q_{1})} підводиться з джерела вищої температури ─ нагрівника {\displaystyle (t_{1})} і частково відводиться {\displaystyle (Q_{2})} до джерела нижчої температури ─ холодильника {\displaystyle (t_{2})}.
Робота, зроблена тепловим двигуном, згідно першому закону термодинаміки дорівнює різниці кількостей тепла підведеного {\displaystyle Q_{1}} і відведеного {\displaystyle Q_{2}}.
{\displaystyle A=Q_{1}-Q_{2}}
Коефіцієнтом корисної дії (ККД) теплового двигуна називається відношення виконаної роботи до подведенному ззовні кількості тепла:
{\displaystyle \eta ={\dfrac {A}{Q_{1}}}=1-{\dfrac {Q_{2}}{Q_{1}}}}
В холодильних машинах та теплових насосах використовується оборотний цикл ─ B. У цьому циклі відбувається перенесення кількості теплоти {\displaystyle (Q_{2})} від джерела нижчої температури {\displaystyle (t_{2})} до джерела вищої температури {\displaystyle t_{1}} (рис.1). Для здійснення цього процесу витрачається зовнішня робота {\displaystyle (A)}, що підводиться до холодильної машини.
{\displaystyle A=Q_{1}-Q_{2}}
Ефективність роботи холодильних машин визначається величиною коефіцієнта холодопродуктивності, що являє собою відношення відібраної від охолоджуваного тіла кількості теплоти {\displaystyle (Q_{2})} до витраченої  механічній роботи {\displaystyle (A)} :
{\displaystyle \epsilon _{x}={\dfrac {Q_{2}}{A}}}
Холодильна машина може бути використана не тільки для охолодження різних тіл, але і для опалення приміщень.  Дійсно, навіть звичайний побутовий холодильник, охолоджуючи поміщені в ньому продукти, одночасно нагріває повітря в кімнаті.  Принцип дії, що лежить в основі сучасних теплових насосів, полягає в використанні оборотного циклу теплової машини для перекачування теплоти з довкілля в опалювальне приміщення.  Основна відмінність теплового насоса від холодильної машини полягає в тому, що теплота {\displaystyle Q_{1}} підводиться до тіла, що нагрівається, наприклад, до повітря опалюваного приміщення, а теплота  {\displaystyle Q_{2}} віднімається від менш нагрітого довкілля.
Ефективність теплового насоса характеризується коефіцієнтом перетворення (трансформації) або, як часто називають, опалювальним коефіцієнтом {\displaystyle \epsilon _{o}}, який визначається як відношення отриманою тілом теплоти {\displaystyle Q_{1}}, що нагрівається, до витраченої для цього механічної роботи, або роботи електричного струму {\displaystyle A}:                                                                           							 {\displaystyle \epsilon _{o}={\dfrac {Q_{1}}{A}}}
Враховуючи, що {\displaystyle Q_{1}=Q_{2}+A}, встановлюємо зв'язок між опалювальним і холодильним коефіцієнтами установки:
{\displaystyle \epsilon _{o}=\epsilon _{x}+1}
Оскільки теплота, що відводиться від навколишнього середовища  {\displaystyle Q_{2}} завжди відмінна від нуля, то ефективність теплового насоса, відповідно з її визначенням, буде більше одиниці. Цей результат не суперечить другому закону термодинаміки, який забороняє повне перетворення тепла в роботу, але не забороняє зворотний процес ─ повного перетворення роботи в тепло. Перевага теплового насосу порівняно з електронагрівачем полягає в тому, що на нагрів приміщень використовується не тільки перетворена в теплоту електроенергія, але і теплота, відібрана від довкілля. З цієї причини ефективність теплових насосів може бути набагато вище звичайних електронагрівачів. .